# Haaren (Fluss)

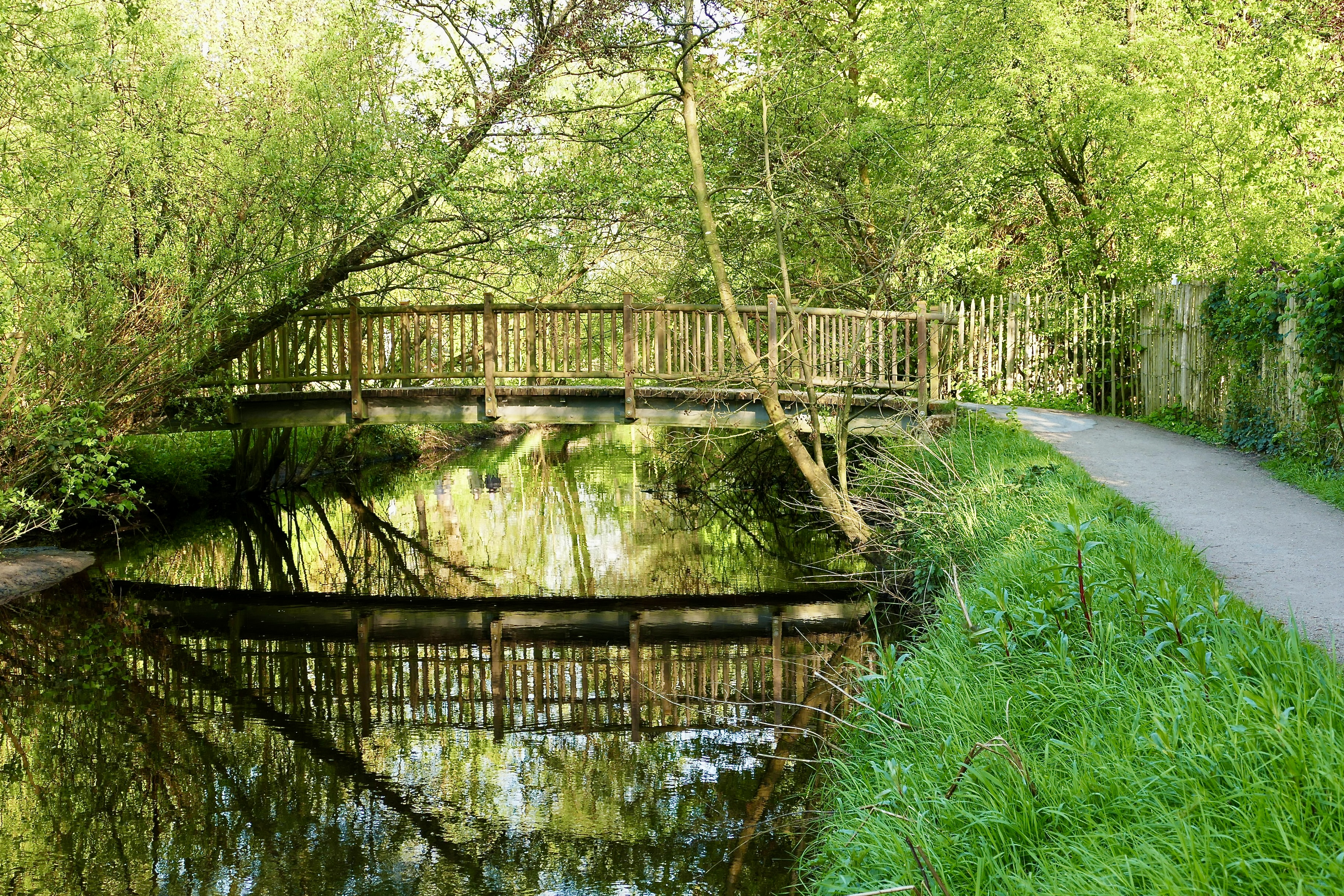

Die Haaren ist ein etwa 24 km langer Nebenfluss der unteren Hunte.

## Name
Der Fluss wird zwischen 1273 und 1278 (by der Haren) erstmals urkundlich genannt. Der Name leitet sich vom germanischen Wortstamm *hari- bzw. *haru- für 'Geestrücken, Sandrücken' ab.

## Allgemeines
Die in Nordwestniedersachsen auf der oldenburgisch-ostfriesischen Geest entspringende Haaren hat eine Lauflänge von 23,8 km und ein Einzugsgebiet von 115 km². Davon liegen 75 km² im Landkreis Ammerland und rund 40 km² im Gebiet der Stadt Oldenburg. Sie ist der einzige Fluss der ammerländischen Geest, der über die Hunte in das linksseitige Einzugsgebiet der Weser entwässert. Das gesamte Gewässersystem der Haaren stellt sich heute sehr wenig naturnah und strukturell stark überformt dar. Für die Gewässerunterhaltung ist die Haaren-Wasseracht mit Sitz in Petersfehn verantwortlich.

## Verlauf
Die Haaren entspringt ohne Quelle in der Nähe von Rastede (+19 mNN) im Landkreis Ammerland und durchfließt kleinen Urstromtälern folgend zunächst von Nordosten nach Südwesten die Gemeinde Wiefelstede, bevor sie in der Gemeinde Bad Zwischenahn bei Petersfehn östlich in niedriger gelegene, stark entwässerte Moorgebiete abknickt. Hier erreicht die Haaren das Stadtgebiet Oldenburgs, wo sie tief in die dortige Geest einschneidet (innerstädtische Haarenniederung: +2,50 bis +2,75 mNN). Die Haaren mündet im Zentrum der Stadt Oldenburg über ein Siel- und Mündungsschöpfwerk am Stau in die tidebeeinflusste Hunte.

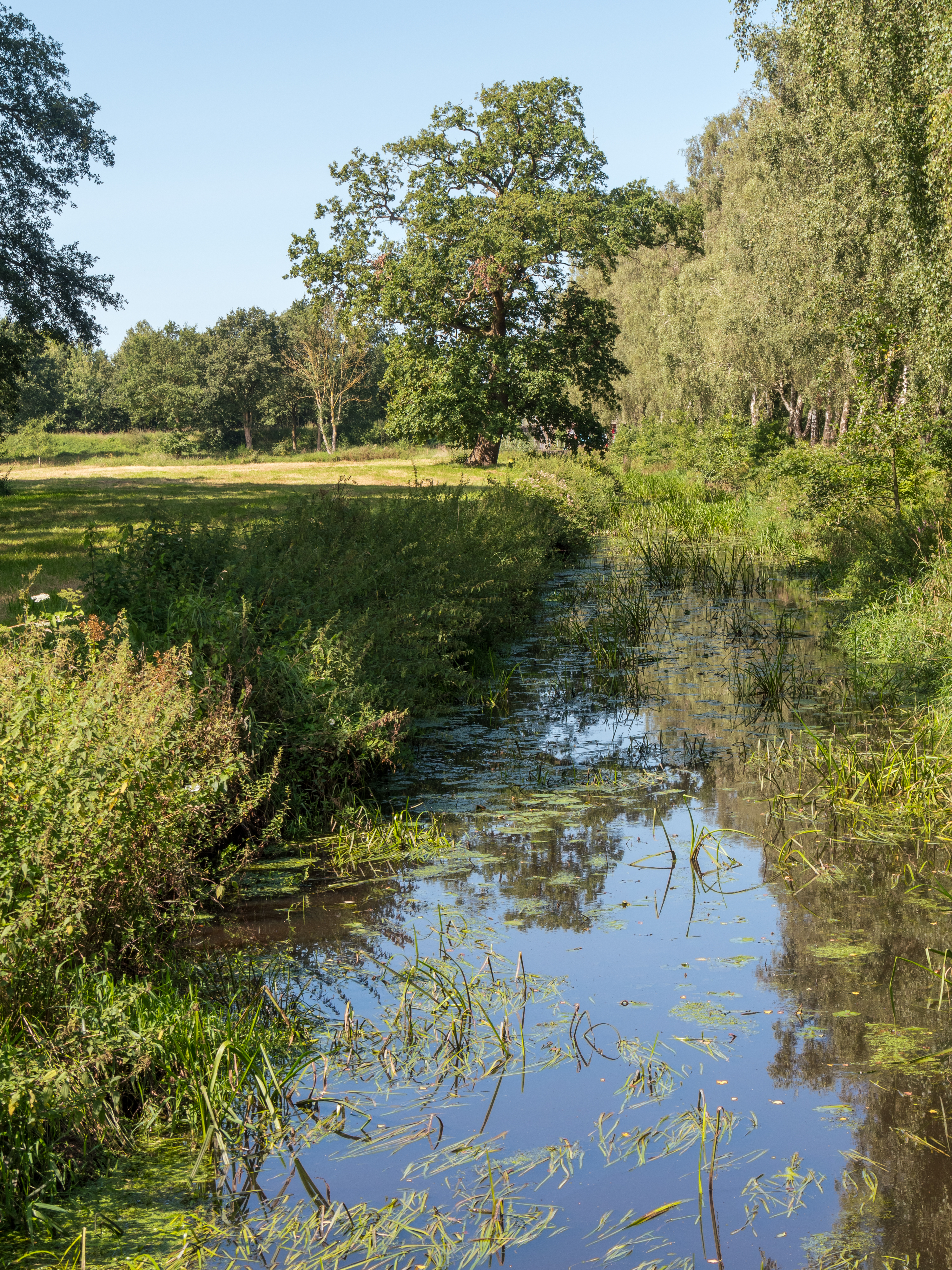
Haaren beim Wold in Petersfehn
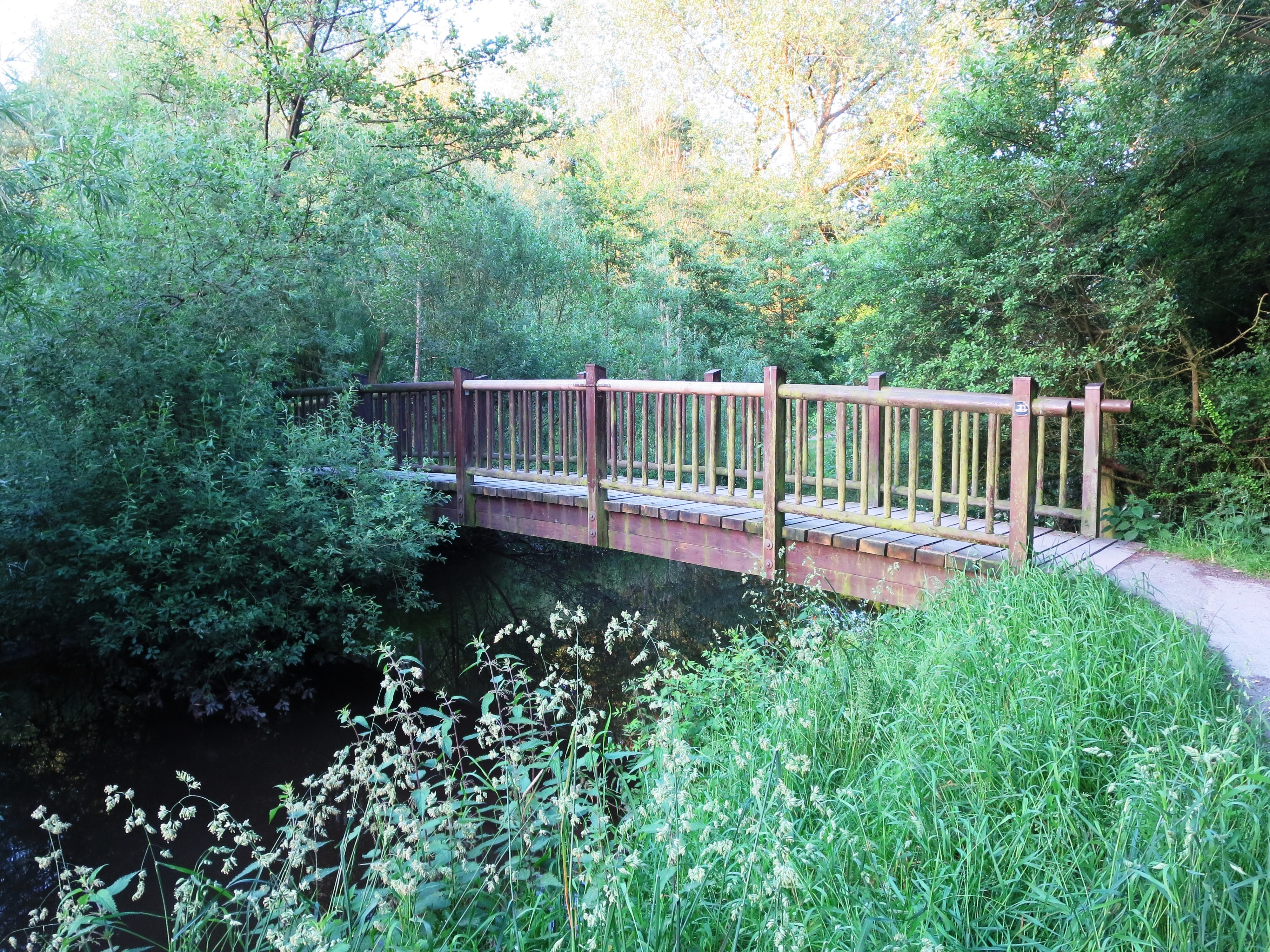
Fußgängerbrücke über die Haaren im Naturschutzgebiet „Haarenniederung“
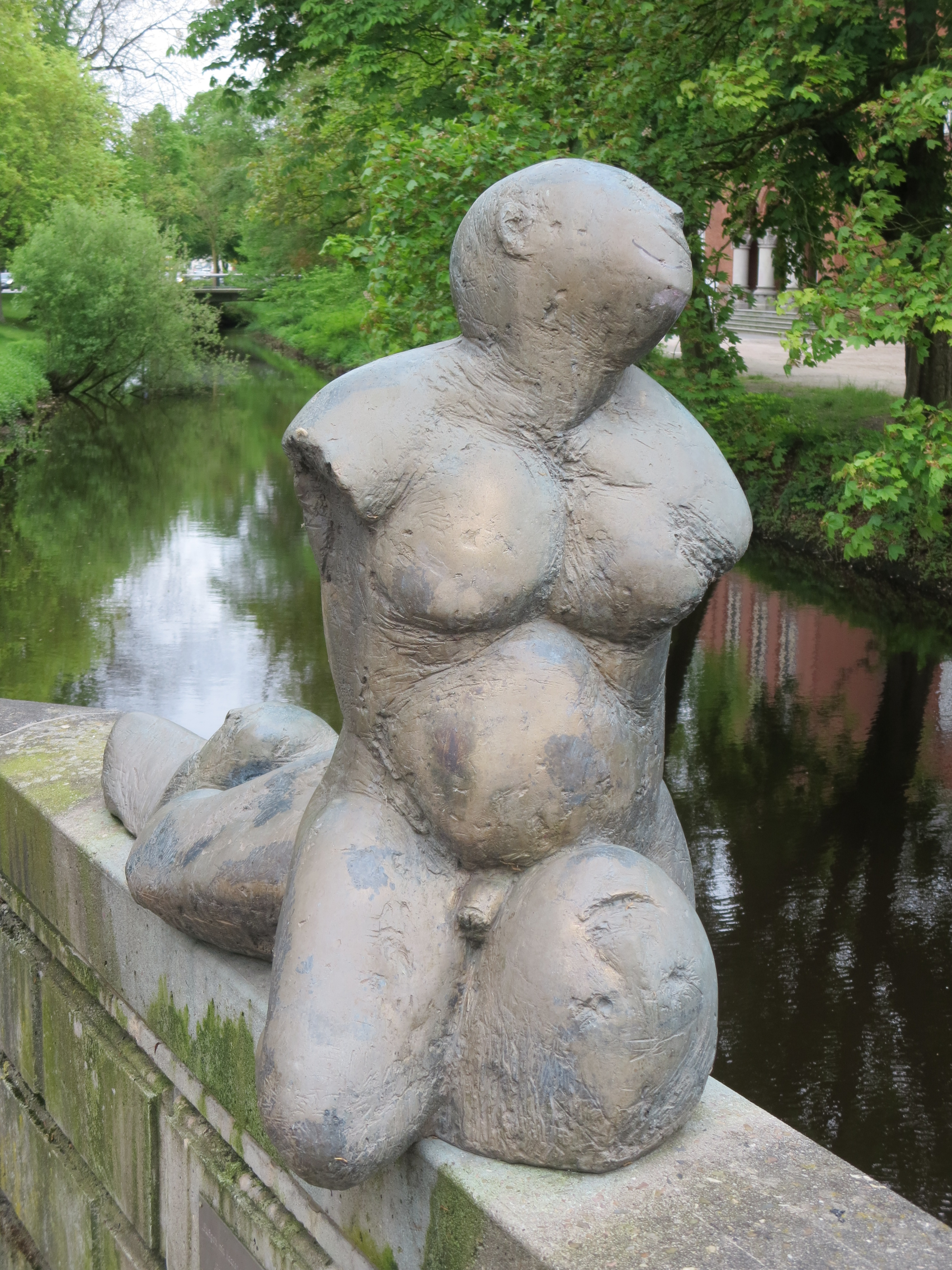
Skulptur Neptun und Nixen oder Flussgott mit Haaren und Hausbäke in der Roonstraße in OL
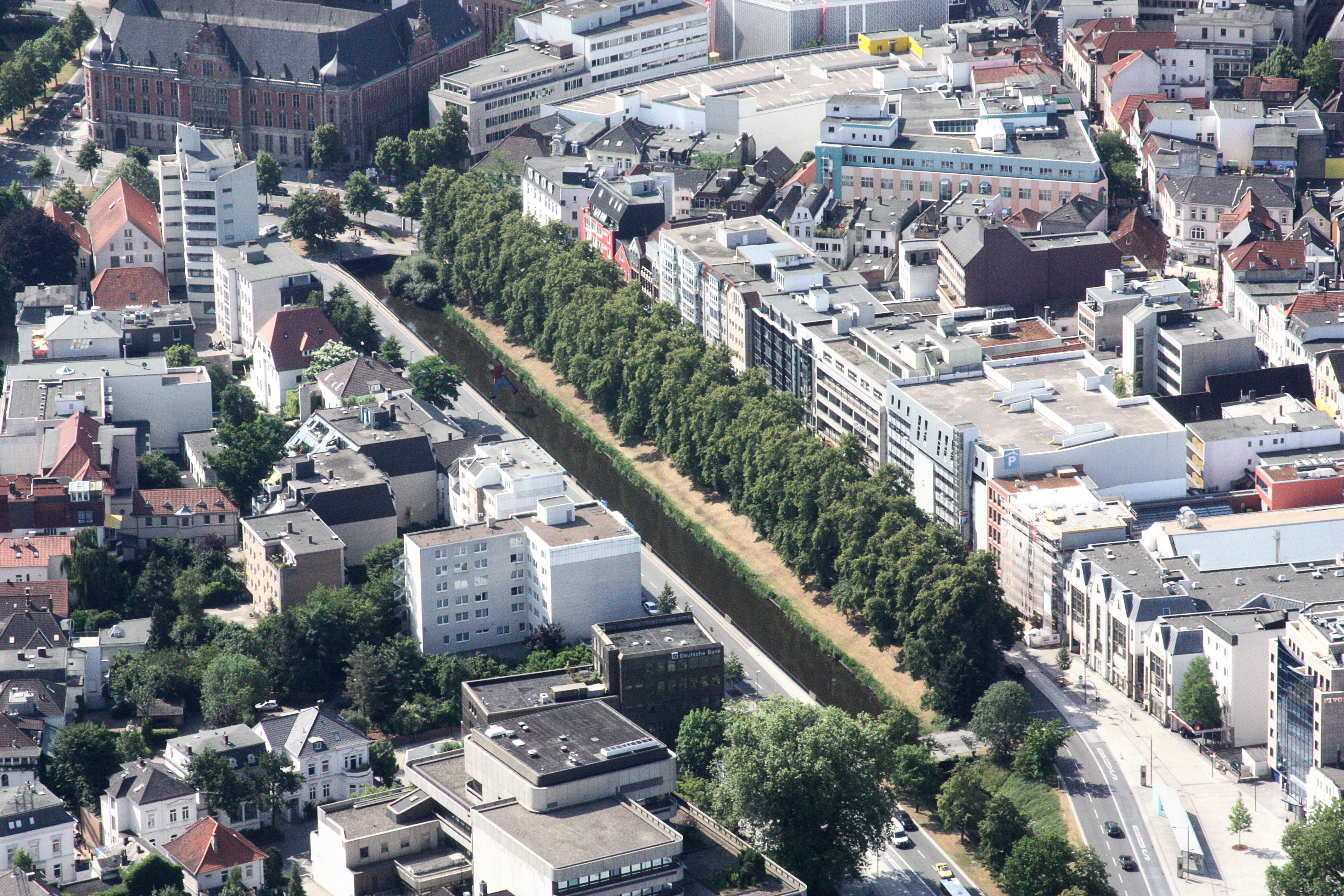
Kanalisierte Haaren zwischen Staugraben (links) und Staulinie (rechts) kurz vor dem Oldenburger Hafen
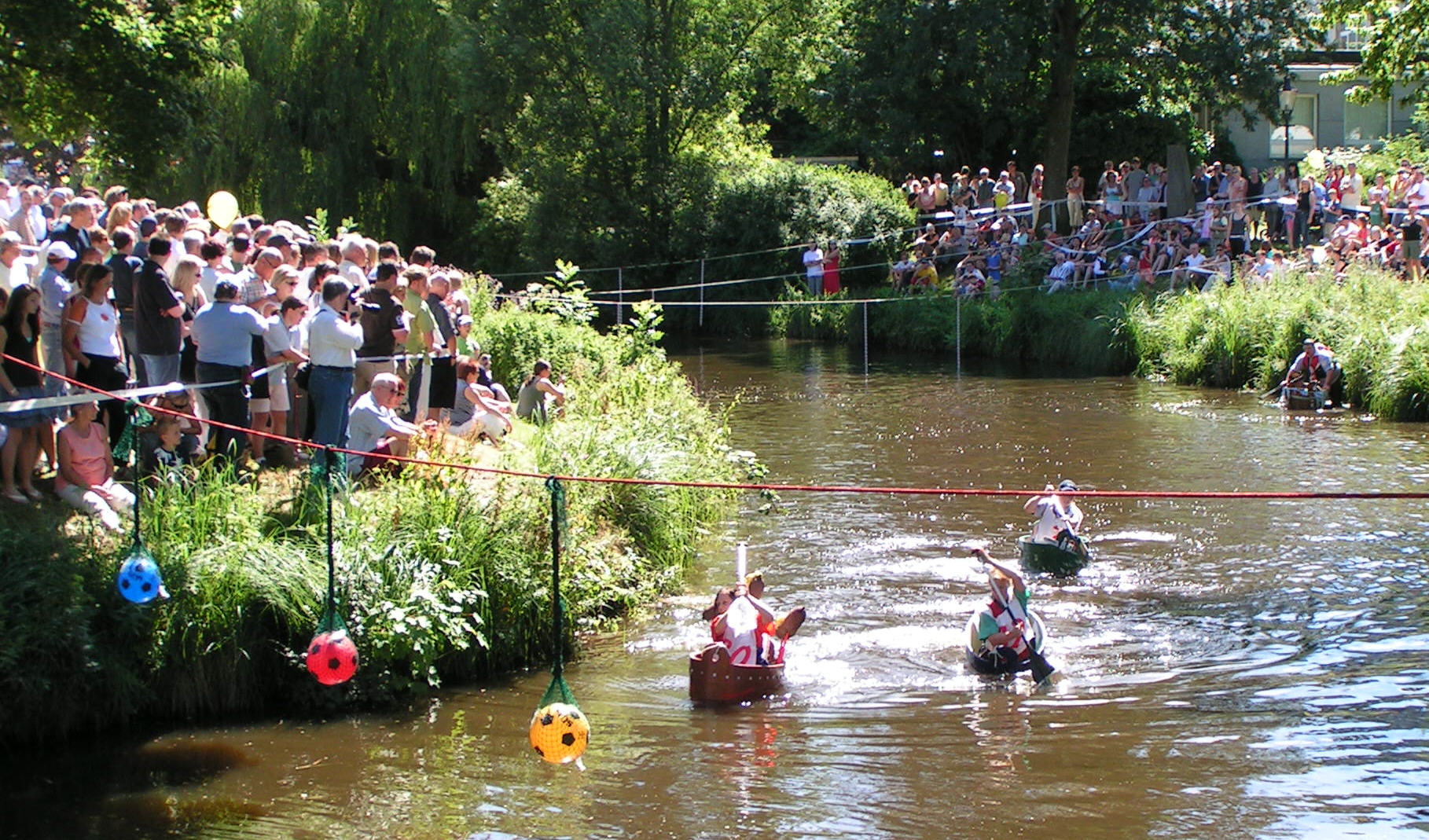
Waschzuber-Regatta auf der Haaren in Oldenburg beim Heiligengeistwall
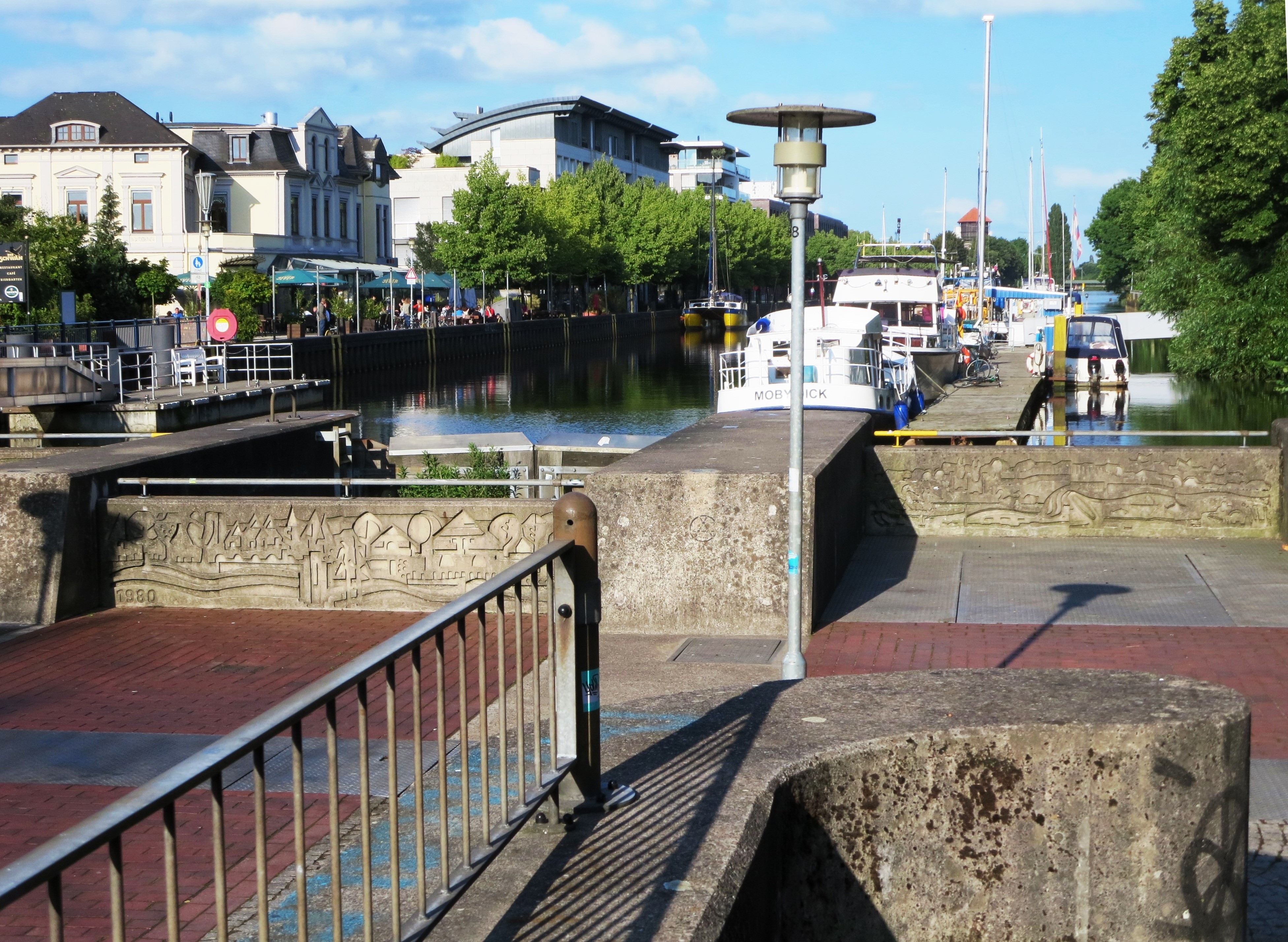
Siel und Mündungsschöpfwerk an der Einmündung in den Stadthafen

## Nebengewässer und Fließgewässertyp der Haaren
Die Zuflüsse aus der Geest (Putthaaren, Ofener Bäke, Ofenerdieker Bäke) entsprechen kiesgeprägten Tieflandbächen, während die südlichen Moorzuflüsse (Hausbäke) sowie die Haaren im Mittel- und Unterlauf dem sandgeprägten Tieflandbach zugeordnet werden.

## Gewässerqualität

### Gewässerstrukturgüte
Die Gewässerstruktur im ländlichen Oberlauf der Haaren ist stark verändert und entspricht der Güteklasse 5.

Im Oldenburger Haarenabschnitt (Ofenerdieker Bäke / Uhlhornsweg bis Mündungsbauwerk am Stau) ist der Fluss überwiegend als Kastenprofil ausgebaut und abschnittsweise durch Stahlbeton- über Stahlspundwände massiv befestigt. Diese sehr stark bis vollständig veränderten Gewässerabschnitte sind den Strukturgüteklassen 6 und 7 zuzuordnen. Ähnliches gilt für die überwiegend sehr stark bis vollständig veränderten Nebengewässer Strukturgüteklassen 6 und 7.

### Biologische Gewässerqualität
Die Haaren und ihre Hauptnebengewässer entsprechen nach dem Saprobienindex den Güteklassen II – III (kritisch belastet). Das faunistische Artenspektrum im Stadtgebiet von Oldenburg ist gering, ökologisch wenig anspruchsvoll und kaum bedeutsam. Im gesamten Verlauf der Haaren behindern Querbauwerke (v. a. Sohlabstürze) die faunistische Durchgängigkeit der Haaren und ihrer Nebengewässer.

## Gewässerdefizite

### Ländlicher Oberlauf
Die ursprünglich in den Nebengewässern vorhandenen festen Kiessohlen wurden durch massive Sohlvertiefungen zerstört. Stattdessen finden sich heute untypische Sandsohlen. Teilweise erfolgen hier Treibsandumlagerungen, so dass die Gewässerprofile zur Sicherstellung des Hochwasserabflusses geräumt werden müssen. Diese regelmäßigen Grundräumungen zerstören die aquatischen Lebensgemeinschaften nahezu vollständig.
Eintiefungen und überdimensionierte Profilaufweitung der Bäken verringern ihre Fließgeschwindigkeit, was Ablagerungsprozesse und Sauerstoffdefizite begünstigt. Beschattende
Ufergehölze oder Auenbereiche fehlen nahezu völlig.

### Städtischer Unterlauf
- Sandbelastung

Das Grundproblem der Haaren ist ein übermäßiger Schwebstoffeintrag aus ihren Nebengewässern, durch Bodenerosion landwirtschaftlicher Flächen, von versiegelten Verkehrsflächen (Reifen- und Asphaltabrieb, Staub, Streusand usw.) sowie zunehmend durch städtischen Siedlungs- und Straßenbau (baubedingte Erosion). Die Ablagerungen von Partikeln und Schwebstoffen verursachen teilweise Defizite der Sohlstrukturen („Kolmation“) und führen zur schnellen Verlandung von Gewässeraufweitungen und Sandfängen. Eine übermäßige Zufuhr von Nähr- und Schadstoffen durch die Landwirtschaft und die städtischen Straßenabflüsse führen zu sauerstoffzehrenden Faulschlammschichten.
- Gewässereinleitungen

Im Stadtzentrum von Oldenburg, welches im Mischsystem entwässert, wird die Haaren direkt von 6 Regenüberläufen des Mischsystems und von 3 weiteren indirekt belastet. Unbehandeltes Niederschlagswasser (v. a. Straßenabflüsse) wird an 5 Stellen direkt oder über Regenwasserkanäle eingeleitet. Es dominieren indirekte Regenwassereinleitungen über die Nebengewässer und einbezogene offene Gräben, wodurch das belastete Oberflächenwasser in diesem Fall eine gewisse Vorreinigung erfährt.

Diese Mischwasserüberläufe wie auch die Einleitungen der Regenwasserkanalisation sind dem Gewässer nicht zuträglich. Hydraulisch wird der potentiell naturnahe Hochwasserabfluss im Stadtgebiet durch die Einleitungen der Kanalisation extrem überschritten, stofflich verursachen unbehandelte Regenwassereinleitungen mit ihren hohen Organikanteilen vereinzelt kritische Sauerstoffgehalte unter 5 mg/l. Eine ungünstige Kombination aus hohen Wassertemperaturen (= niedrige Sauerstoffgehalte) und Sedimentaufwirbelungen durch Zuflüsse eines Sommergewitters (= Sauerstoffzehrung) führten im Juni 2006 zu einem massiven Fischsterben.
- Stauhaltung

Das Siel- und Mündungsschöpfwerk am Oldenburger Stau verhindert ein Einfließen der Hunte in die Haaren, während die Wehranlage einen Mindestwasserstand in der Haaren hält.
Diese Stauregulierung macht aus dem Fließgewässer ein zeitweiliges Stillgewässer. Diese stark wechselnden Fließzustände führen zur Verschlammung der Gewässersohle und rufen zeitweise Sauerstoffdefizite hervor. Diese Effekte sind im städtischen Gewässerabschnitt bis in den Bereich des Naturschutzgebietes „Haarenniederung“ wirksam.

## Hochwasserschutz

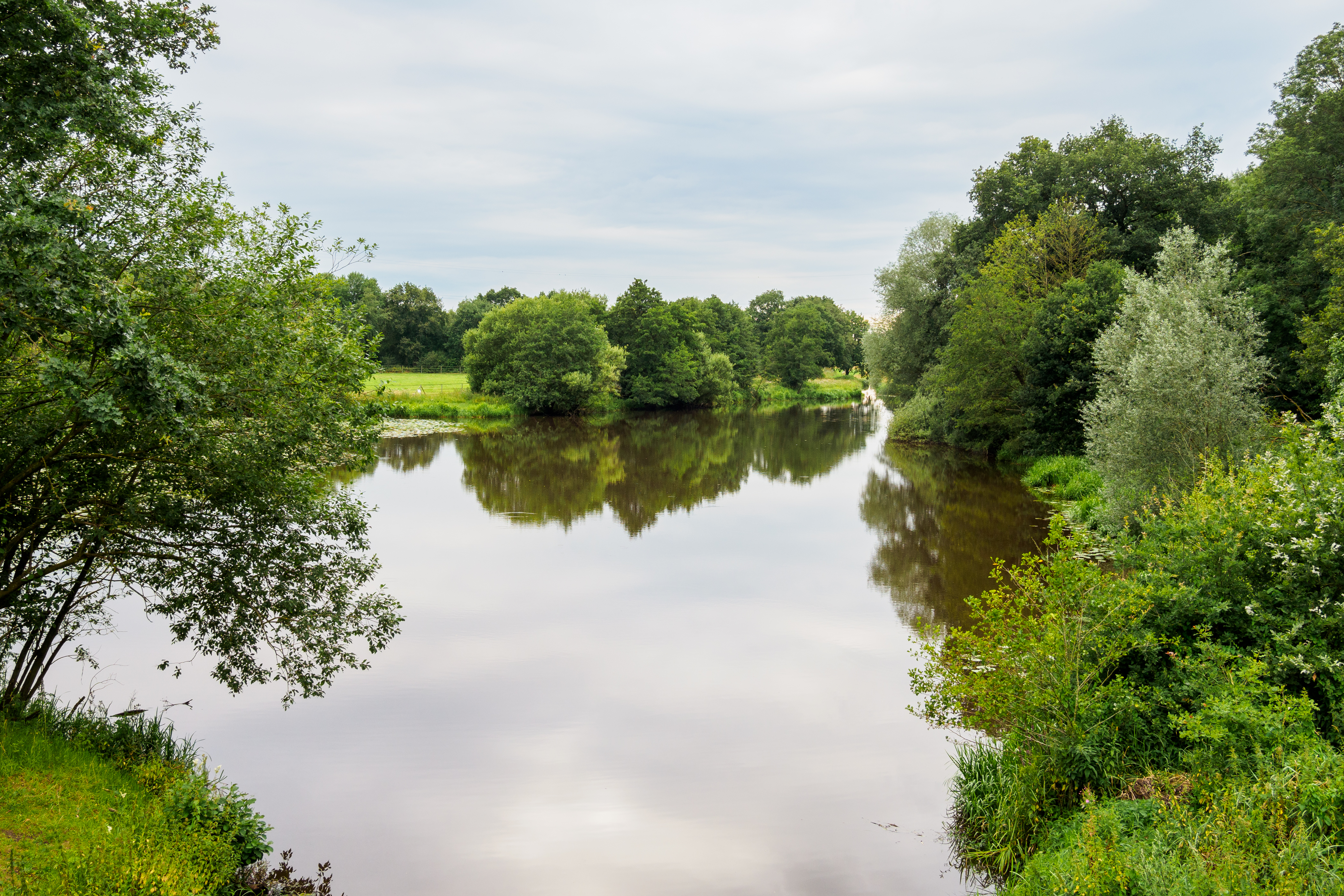
Rückhaltebecken Petersfehn

Im Zusammenfluss von Haaren und Putthaaren 8,5 km oberhalb der Haarenmündung schützen das 650.000 m³ fassende Petersfehner Rückhaltebecken sowie zahlreiche Flussregulierungsmaßnahmen das Stadtgebiet Oldenburgs vor Hochwasser aus der Geest; vor Hochwasser aus der bei Flut stromaufwärts fließenden Hunte schützt ein innenstadtnahes Sielbauwerk am Stau sowie ein hunteabwärts gelegenes Sperrwerk.

## Landschaftsschutz, Freizeit und Tourismus
Im Bereich der Stadt Oldenburg war ein 67 Hektar großes Gebiet entlang der Haaren zwischen der Bloher Landstraße und dem Uhlhornsweg als Landschaftsschutzgebiet „Haarenniederung“ ausgewiesen. Im September 2019 wurden rund 44 Hektar des Landschaftsschutzgebiets in das Naturschutzgebiet „Haarenniederung“ überführt.
Auf der Haaren fand in Oldenburg im Abschnitt neben dem Heiligengeistwall von 1998 bis 2009 alljährlich im Sommer eine Waschzuber-Regatta statt. Seit 2010 gibt es geführte Kanu-Touren auf der Haaren.